# Paullinia mazanensis
Paullinia mazanensis là một loài thực vật có hoa trong họ Bồ hòn. Loài này được J.F. Macbr. mô tả khoa học đầu tiên năm 1956.